# Cotylorhynchus
Il cotilorinco (gen. Cotylorhynchus) è un tetrapode estinto, appartenente ai pelicosauri, i cui fossili sono stati rinvenuti in strati dell'ultima parte del Permiano inferiore (circa 265 milioni di anni fa) in Nordamerica.

## Descrizione
Questo grande erbivoro aveva un aspetto davvero impressionante. Con una lunghezza che nelle forme più grandi poteva raggiungere i sei metri e un peso che arrivava alle due tonnellate, il cotilorinco è il più grande pelicosauro rinvenuto finora. La testa, corta e piccolissima rispetto al resto del corpo, era a forma di scatola, dotata di denti simili a incisivi nella parte frontale, e attaccata al corpo tramite un collo brevissimo; il corpo, invece, era eccezionalmente largo e piatto, mentre le zampe erano robustissime, munite di grandi artigli e sporgevano ai lati dell'animale. La coda, lunga e robusta, era forse l'unico aspetto normale del cotilorinco. 

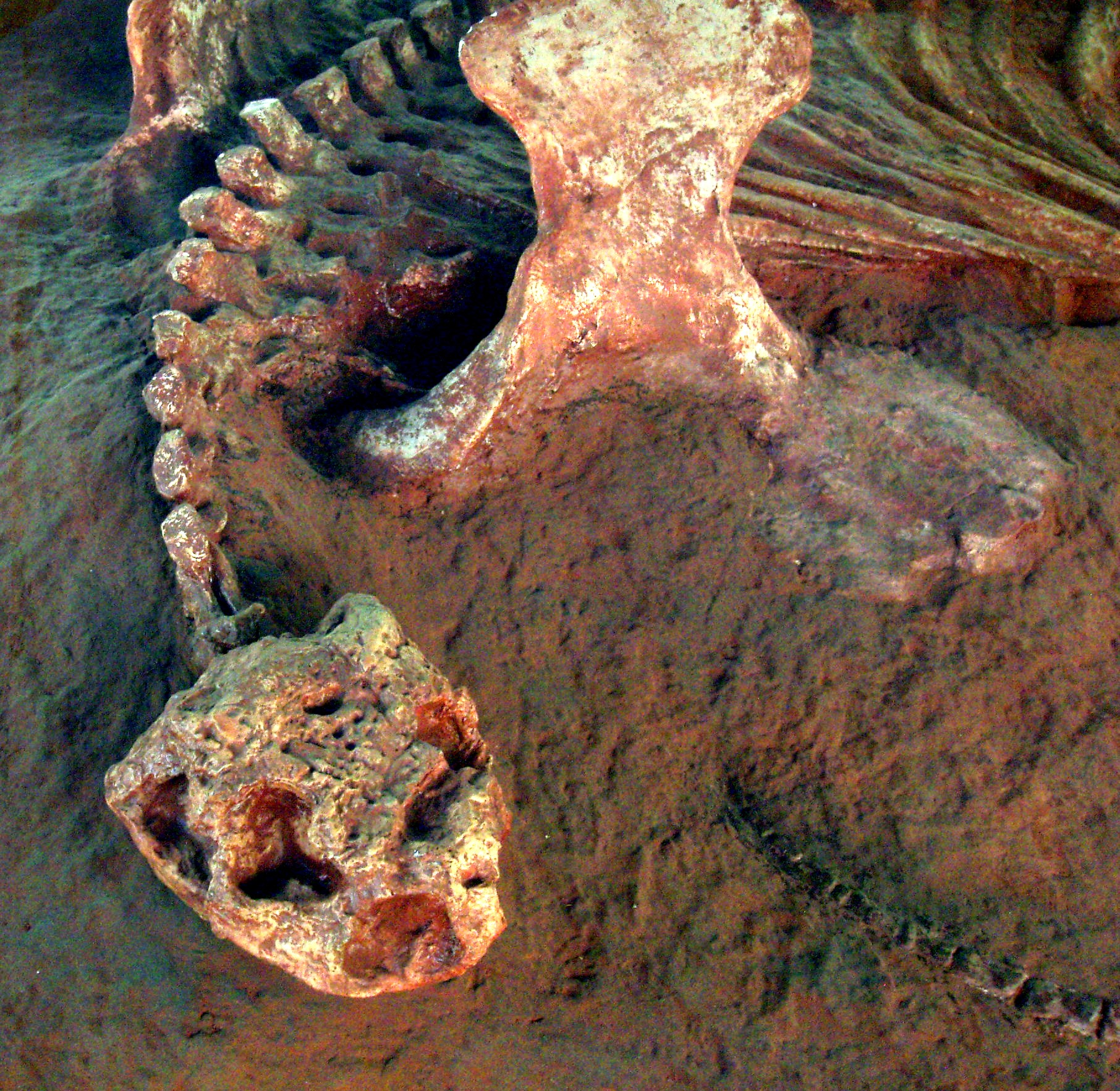
Parte dello scheletro di Cotylorhynchus romeri

## Classificazione
I suoi parenti sono da ricercare tra i pelicosauri primitivi conosciuti come caseidi (tra cui Casea), vissuti qualche milione di anni prima e di dimensioni molto minori. Di questo animale si conoscono due specie: Cotylorhinchus hancocki, la più grande, e Cotylorhynchus romeri, uno scheletro della quale è conservato al Museo di Storia Naturale di Milano.
Un genere affine a Cotylorhynchus, Alierasaurus, è stato recentemente scoperto in Sardegna ed è il primo fossile di sinapside non mammifero scoperto in Italia.

## Stile di vita
Il corpo larghissimo e piatto poteva forse funzionare in un modo analogo alla "vela" del famoso dimetrodonte: aumentando la superficie corporea, il cotilorinco poteva riscaldarsi più in fretta degli altri animali della sua epoca, e quindi essere attivo prima.